# 喙头龙属
喙頭龍（學名：Rhynchosaurus）又譯喙龍、啄頭龍，是種喙頭龍目動物，生存於三疊紀中期的歐洲。喙頭龍是主龍類的近親，但不屬於主龍類。喙頭龍目前只有兩個種：R. articeps、R. brodiei。
麥可·班頓（Michael Benton）曾建立了第三種，R. spenceri。在2008年，R. spenceri被建立為新屬，Fodonyx。

## 外部連結
- Rhynchosaurus（页面存档备份，存于） in the Paleobiology Database
- Archosauromorpha at Paleofile